# Kanton Trois-Rivières
Kanton Trois-Rivières is een kanton van het Franse departement Guadeloupe. Kanton Trois-Rivières maakt deel uit van het arrondissement Basse-Terre en telt 19.958 inwoners (2019).
In 2015 werden de kantons Les Saintes en Gourbeyre samengevoegd met kanton Trois-Rivières.

## Gemeenten
Het kanton Trois-Rivières omvat de volgende gemeenten:
- Gourbeyre
- Terre-de-Bas
- Terre-de-Haut
- Trois-Rivières
- Vieux-Fort